# Recoules-de-Fumas
Recoules-de-Fumas is een gemeente in het Franse departement Lozère (regio Occitanie) en telt 95 inwoners (2009). De plaats maakt deel uit van het arrondissement Mende.

## Geografie
De oppervlakte van Recoules-de-Fumas bedraagt 9,5 km², de bevolkingsdichtheid is dus 10 inwoners per km².
De onderstaande kaart toont de ligging van Recoules-de-Fumas met de belangrijkste infrastructuur en aangrenzende gemeenten.

## Demografie
Onderstaande figuur toont het verloop van het inwonertal (bron: INSEE-tellingen).